# Tarta Relena
Tarta Relena és un duo català de cant a capella format per Marta Torrella i Helena Ros el 2016. El seu àlbum de debut Ora Pro Nobis (Indian Runners, 2019) presenta vuit cançons entre les quals hi podem trobar tonades de Creta, polifonies de Còrsega, melodies sefardites, tonades de les Balears, ritmes rebetiko i fins i tot una mica de Björk. El 17 d'abril de 2020 van treure el seu segon àlbum, Intercede Pro Nobis (The Indian Runners, 2020). Amb cinc cançons, és una continuació del primer. El 2021 van treure el seu tercer treball, Fiat lux.
Han estat reconegudes amb distincions com el Premi Enderrock de la crítica a millor disc de folk per Ora pro nobis i el Premi Calàndria 2019 de Núvol. També han obtingut el Premi Ciutat de Barcelona de Música 2024 per la seva mirada al passat des del present.
L'abril de 2024 van fer la primera actuació de la història d'un grup català a la prestigiosa sèrie de concerts Tiny Desk de la cadena pública de ràdio NPR dels Estats Units.
L'octubre de 2024 van treure el seu quart disc, És pregunta. que els va valdre un Premi Ciutat de Barcelona de Música, en el qual el jurat va ressaltar la mirada al passat des del present.

## Discografia
- Ora Pro Nobis (Indian Runners, 2019)
- Intercede Pro Nobis (EP; Indian Runners, 2020)
- Remixos (EP; Indian Runners, 2021)
- Fiat lux (La Castanya/Indian Runners; 2021)
- És pregunta (Latency, 2024)